# Adolf Schaumann
Adolf Friedrich Heinrich Schaumann, född 19 februari 1809 i Hannover, död där 10 december 1882, var en tysk historiker.
Sachaumann fördes från juridiska studier över till historiska (hans första arbete var den prisbelönta skriften Geschichte des niedersächsischen Volkes bis 1180, 1839), blev e.o. professor i Göttingen 1842 och ordinarie professor i Jena 1846.
Åren 1851-67 var han överbibliotekarie och historiograf i kungariket Hannover. Som sådan skrev han en i utpräglat welfisk (antipreussisk) anda hållen populär Handbuch der Geschichte der Lande Braunschweig und Hannover (1864). Sedermera utgav han en del på källforskning byggda värdefulla undersökningar inom hannoversk historia. Hans tidigare arbeten behandlar dels medeltiden, dels tiden närmast efter Napoleon I:s fall.

## Fotnoter
1. ↑  Gemeinsame Normdatei, läst: 26 april 2014.[källa från Wikidata]
2. ↑  NUKAT, NUKAT-ID: n2013148157n2006030829, läs online.[källa från Wikidata]